# 森田直行
森田 直行（もりた なおゆき、1961年12月1日 - ）は、日本中央競馬会(JRA)・栗東トレーニングセンターに所属する調教師。滋賀県出身。史上初めて厩務員から直接調教師試験に合格した調教師である。

## 来歴
1984年10月にJRA競馬学校厩務員課程に入学。1985年1月に栗東・長浜彦三郎厩舎の厩務員となる。1988年8月からは長浜博之厩舎、1989年3月からは福島信晴厩舎、2007年3月からは松田博資厩舎で厩務員を勤めた。最も長く勤務した福島厩舎では様々な仕事を任され、栄養学、獣医学を学んだ。
2012年に調教師試験に合格。矢作芳人調教師の下で1年間技術調教師として研鑽を積み、2014年3月1日に厩舎を開業。同年6月14日の阪神11R（安芸ステークス）をキョウエイアシュラで制し、初出走から通算64戦目で初勝利を挙げた。同年9月11日にはテレ玉杯オーバルスプリントをキョウエイアシュラで制し、ダートグレード競走初制覇。
開業初年度は中央では4勝。2年目と3年目も8勝ずつと、初年度から3年連続で二桁の勝ち星には届かなかった。しかし、調教方法に変化を加えた2017年からは勝ち星を伸ばしており、同年は22勝を記録している。
2018年7月29日、アイビスサマーダッシュを1番人気のダイメイプリンセスで制し、開業6年目でJRA重賞初制覇。2着にも管理馬のラブカンプーが入り、自身の初重賞をワンツー決着で飾った。
2021年1月31日、小倉競馬第4Rでコーンススが勝利し、JRA通算100勝を達成した。

## 厩務員からの転身
厩務員だった森田が調教師を志したきっかけは、福島信晴厩舎に所属していた時期に、全国競馬労働組合から独立した組合「21世紀」の組合長が「調教師試験を受けてみろ。これからは助手からもバンバン受かる時代が来る」と全組合員に対して述べた言葉であった。ただし、調教師試験の受験まで辿り着いた厩務員は森田ただ1人で、40～50人いたという同志は勉強が続かず脱落していった。体重の増加で重い時は約70kgに達し、オレンジ帽（調教厩務員）時代に福島師から「もう乗らんでいい」と言われていたため、調教助手を経ての受験は選択肢から外れていた。
森田は受験期について、「最初の3年ほどは適当にやっていた。でも、時間の無駄だし、本腰を入れて勉強したら5回目に1次試験を受かってね。当時の公正室長に『厩務員から受かりますかねぇ』って相談したら『関係ないから頑張れ』って。それでやる気が出た」と振り返っている。仕事中も勉強したメモをポケットに入れたり、携帯電話に保存した競馬法規を読んだり、「風呂と食事以外は勉強していた」という生活を続けた。
2011年5月には妻をガンで亡くし、受験を断念することも考えたが、公正室長の励ましや、後押しをしてくれていた妻の思いに背中を押され、受験を継続。翌年、11回目の挑戦で悲願の合格を果たした。
厩舎の理念は『馬を壊さず鍛える』。調教方針はかつて所属した松田博資厩舎のスタイルを受け継ぎ、ハードな調教を実施している。ハードな調教には故障のリスクがついて回るため、松田と同様に、朝一番に全馬の脚元や歩様をチェックして、運動に出る前も歩様を見て送り出すことを日課にしている。

## 調教師成績

### 概要
|            | 日付          | 競馬場・開催  | 競走名                     | 馬名                            | 頭数 | 人気  | 着順    |
| ---------- | ------------- | ------------- | -------------------------- | ------------------------------- | ---- | ----- | ------- |
| 初出走     | 2014年3月2日  | 1回小倉8日8R  | 4歳以上500万下             | レーヴドプランス                | 18頭 | 9     | 7着     |
| 初勝利     | 2014年6月14日 | 3回阪神3日11R | 安芸ステークス             | キョウエイアシュラ              | 12頭 | 4     | 1着     |
| 重賞初出走 | 2014年7月13日 | 3回中京4日11R | プロキオンステークス       | キョウエイアシュラ              | 16頭 | 13    | 10着    |
| 重賞初勝利 | 2014年9月11日 | 浦和11R       | テレ玉杯オーバルスプリント | キョウエイアシュラ              | 11頭 | 4     | 1着     |
| GI初出走   | 2018年9月30日 | 4回中山9日11R | スプリンターズステークス   | ラブカンプー ダイメイプリンセス | 16頭 | 11 10 | 2着 4着 |

### 主な管理馬

#### 重賞優勝馬
※括弧内は当該馬の優勝重賞競走
- キョウエイアシュラ （2014年テレ玉杯オーバルスプリント）
- ダイメイプリンセス （2018年アイビスサマーダッシュ、2019年北九州記念）
- モズベッロ （2020年日経新春杯）
- ラブカンプー（2020年CBC賞）

#### その他
- メロディーレーン（JRA史上最軽量馬体重の優勝馬）

### 年度別成績
森田直行の年度別成績（netkeiba.com）を参照